# 华西雨蛙
华西雨蛙（学名：Hyla annectans）为雨蛙科雨蛙属的两栖动物，俗名雨蛙、竹王、森王、上树怀。分布于印度，缅甸，越南，泰国以及中国大陆，广西、四川、贵州、云南等地，主要栖息于稻田区的草丛中、土洞里以及树洞中或树叶上。其生存的海拔范围为750至2400米。该物种的模式产地在印度卡西山。

## 亚种
- 华西雨蛙指名亚种（学名：Hyla annectans annectans），Jerdon于1870年命名。在中国大陆，分布于广西、四川、贵州、云南等地，多生活于静水域或稻田附近的草丛间或树叶上。其生存的海拔范围为750至2470米。该物种的模式产地在缅甸。[3]
- 华西雨蛙贡山亚种（学名：Hyla annectans gonshanensis），Li et Yang于1985年命名。在中国大陆，分布于云南等地，主要栖息于高山狭谷地区的灌丛中。该物种的模式产地在云南贡山。[4]